# Jean-Charles Jacobs
Pour les articles homonymes, voir Jacobs.
Jean-Charles Jacobs, né en 1821 et mort le 7 février 1907, est un entomologiste belge.
Il est diplômé en médecine de l'Université de Bruxelles, mais n'a jamais abandonné l'étude des insectes, et a été un des fondateurs de la Société entomologique de Belgique. Il a notamment décrit l'espèce de mouche aptère Belgica antarctica baptisée d'après l'Expédition antarctique belge entre 1897 et 1899.
Sa collection a été léguée à la Société  royale  entomologique  de Belgique.